# Historia de los ministerios de la Presidencia de España
Este artículo trata sobre la historia de los ministerios españoles de la Presidencia.

## Historia
Los antecedentes de la labor de coordinación de las distintas áreas de acción gubernamental que ejerce el Ministerio de la Presidencia se encuentran en la resolución de 30 de noviembre de 1714, que, bajo el Reinado de Felipe V crea el Consejo del Reino. La instauración del Consejo de Ministros como tal se haría esperar más de cien años, al Real Decreto de 19 de noviembre de 1823, bajo Reinado de Fernando VII. Es en esta época cuando se vislumbra el embrión de una función de coordinación ministerial y de secretariado del Gobierno, con el establecimiento de un libro donde se escribirían los acuerdos del Consejo. Tal deber recaía en los propios Ministros. 
Pese a ello, algunos gestos anunciaban ya el futuro nacimiento de una estructura de apoyo al Presidente, que derivaría en un Ministerio independiente. Así, mediante Real Decreto de 30 de septiembre de 1851 se creó una Dirección General que auxiliaba al Presidente del Consejo de Ministros en la gestión de los asuntos de ultramar, y que ya sería el embrión del futuro Ministerio de la Presidencia. Se originaba igualmente, la figura del Subsecretario de la Presidencia del Consejo que, sin embargo en sus orígenes no tuvo relación con las funciones de Secretariado del Gobierno hasta 1871.
A principios de la década de 1890, se remodelaba la estructura de la Subsecretaría de la Presidencia del Gobierno asignándole funciones de relación con los órganos constitucionales y en materia de nombramientos y ceses.
Ya en el siglo XX, el cargo pasa a denominarse Oficialía Mayor de la Presidencia del Consejo de Ministros (1926), recuperando el de Subsecretario de la Presidencia del Consejo de Ministros en virtud del Real Decreto de 4 de febrero de 1930. Esta denominación se mantuvo bajo la II República. Es esa época, la figura sin unas funciones especialmente concretas, ejerce labores tan dispares como las derivadas de la Secretaría Técnica de Marruecos y General de Colonias y el Patronato Nacional de Turismo.
Bajo el Régimen franquista se confirmaba mediante Decreto de 11 de agosto de 1939 la existencia de la Subsecretaría de la Presidencia, al mando de la que se situó a Luis Carrero Blanco. Según la Ley de 22 de diciembre de 1948 se trataba de un Departamento especial que tendría a su cargo los servicios de Política General y Coordinación.
Sería en 1951, a través del Decreto-ley de 19 de julio cuando al Subsecretario de la Presidencia se le atribuyó rango de Ministro y desde la Ley de Régimen Jurídico de la Administración del Estado (1957) ya tuvo formalmente atribuida la función de Secretariado del Gobierno, así como la Presidencia de las Comisiones de Subsecretarios.
Durante las décadas de 1950 y 1960, el Ministerio de la Presidencia fue el impulsor de las reformas administrativas en marcha. En 1957 se le adscribió el Boletín Oficial del Estado, se creó la Oficina de Coordinación y Programación Económica en el ámbito de la Secretaría General Técnica y centralizó las competencias en materia de funcionarios, con la creación del Centro de Formación y Perfeccionamiento de Funcionarios (1958, futuro Instituto Nacional de Administración Pública), la Comisión Superior de Personal y la Dirección General de la Función Pública.
En 1967 coincidieron por primera vez los cargos de ministro de la Presidencia (en el momento Ministro-Subsecretario) y Vicepresidente del Gobierno, en este caso en la persona de Luis Carrero Blanco. Esta circunstancia se repetiría en el futuro en los casos de Alfonso Osorio (1976-1977, Vicepresidente 2º), Francisco Álvarez-Cascos (1996-2000), Mariano Rajoy (2000-2001 y 2002-2003), Javier Arenas (2003-2004, como Vicepresidente 2º), María Teresa Fernández de la Vega (2004-2010), Soraya Sáenz de Santamaría (2011-2018) y Carmen Calvo (2018-2021).
El Ministerio de la Presidencia, con tal nombre, fue finalmente creado mediante Ley 1/1974, de 2 de enero. Mantendría ya definitivamente la denominación excepto en el periodo 1986-1993 en que se renombró como Ministerio de Relaciones con las Cortes y de la Secretaría del Gobierno.
En cuanto a las competencias, la novedad más destacada fue la derivada de las relaciones con las Cortes, consecuencia de la instauración del régimen democrático y al objeto de canalizar el ejercicio de las funciones de tramitación de leyes y control al Gobierno que la Constitución de 1978 atribuye al Parlamento. De ese modo, el Real Decreto 1015/1979, creó la Secretaría de Estado de Desarrollo Constitucional (posteriormente denominada de Relaciones con las Cortes).
Otros cambios destacables en el ámbito competencial en la etapa reciente han sido:
- Por Decreto 182/1976, asume las Direcciones Generales del Instituto Nacional de Estadística (hasta julio de 1977 en que pasa al Ministerio de Economía), de Acción Territorial y Medio Ambiente y del Instituto Geográfico y Catastral (hasta 1977 y 1987 respectivamente en que pasan al Ministerio de Obras Públicas y Urbanismo).

- En 1979 se crea la Dirección General de Coordinación de la Administración Periférica con el fin de Elaborar, para su aprobación por los órganos competentes, las directrices y disposiciones necesarias para que la acción política y administrativa de las autoridades y órganos de la administración periférica del estado se ajuste a la política general del gobierno y la de adoptar los medios necesarios para que estas directrices y disposiciones sean transmitidas a dichos organismos y puesta en practica por ellos.[5] La Dirección General se suprimió un año más tarde, y se recuperó, temporalmente, en 2009-2010.

- Pérdida de las competencias en materia de Función Pública, tras la creación del Ministerio de Administraciones Públicas. Recuperadas temporalmente en el periodo 2009-2010.

- Como consecuencia de la alarma social provocada por el Síndrome tóxico originado por consumo de aceite de colza, en 1985-1986 evaluó y gestionó las ayudas económicas así como la reinserción social de los afectados (Real Decreto 415/1985, de 27 de marzo) hasta su traspaso al Ministerio de Trabajo.

- Por Real Decreto 1173/1993, de 13 de julio, la Portavocía del Gobierno queda integrada en el Ministerio de la Presidencia. En 1996 se creaba la Secretaría de Estado de Comunicación. Desde entonces los cargos de ministro de la Presidencia y Portavoz del Gobierno han coincidido en las personas de Alfredo Pérez Rubalcaba (1993-1996), Mariano Rajoy Brey (2002-2003), María Teresa Fernández de la Vega (2004-2010) y Soraya Sáenz de Santamaría (2011-2016).

- Como consecuencia de la alarma social provocada por el Desastre del Prestige, en el periodo 2003-2004 se creó la figura del Comisionado para las actuaciones derivadas de la catástrofe del buque "Prestige", con rango de Secretario de Estado, apoyado por la Oficina del Comisionado y dependiente funcionalmente del ministro de la Presidencia. El cargo fue ocupado por Rodolfo Martín Villa. Sucesor de este órgano, en 2004-2008 se incluyó en la estructura del Ministerio el Centro para la Prevención y Lucha contra la Contaminación Marítima y del Litoral, con rango de Dirección General y cuyas competencias pasaron en 2008 al Ministerio de Medio Ambiente.

- A través del Real Decreto 869/2008, de 23 de mayo la Secretaría de Estado de Relaciones con las Cortes cambió su denominación por la de Secretaría de Estado de Asuntos Constitucionales y Parlamentarios, añadiendo a sus tradicionales competencias de canalizar las relaciones entre el Gobierno y el Parlamento, la de coordinar los asuntos de relevancia constitucional y del programa legislativo del Gobierno, para lo que se le dotó de una nueva Dirección General de Coordinación Jurídica. Desde 2011 (Real Decreto 1823/2011), vuelve a denominarse Secretaría de Estado de Relaciones con las Cortes.

- A través del Real Decreto 199/2012, de 23 de enero, por el que se desarrolla la estructura orgánica básica del Ministerio de la Presidencia y se modifica el Real Decreto 1887/2011 de 30 de diciembre, por el que se establece la estructura básica de los departamentos ministeriales, el Centro Nacional de Inteligencia pasa a depender orgánicamente del Ministerio de la Presidencia, siguiendo la posibilidad que ya marcaba la Disposición adicional tercera de la Ley 11/2002, reguladora del CNI, que facultaba al Presidente del Gobierno a modificar, por Real Decreto, la adscripción orgánica del Centro.

- El Real Decreto 479/2013 crea la Oficina para la ejecución de la reforma de la Administración, con rango de Subsecretaría y la adscribe orgánicamente al Ministerio de la Presidencia.

- En la XII Legislatura, desde noviembre de 2016, asume las competencias de relaciones con las comunidades autónomas y las entidades que integran la administración local y las relativas a la organización territorial del Estado. Pero pierde la Secretaría de Estado de Comunicación, que pasa a depender orgánicamente de la Presidencia del Gobierno. El Departamento pasa a denominarse Ministerio de la Presidencia y para las Administraciones Territoriales. Además se le adscribe el Comisionado del Gobierno frente al Reto Demográfico, con rango de Subsecretario.

- Tras la moción de censura contra Mariano Rajoy de 2018 y la formación del nuevo Gobierno de Pedro Sánchez en junio de 2018, el Ministerio pierde política territorial, pero incorpora las competencias en materia de igualdad, con la creación de una secretaría de Estado. Pasa a denominarse Presidencia, Relaciones con las Cortes e Igualdad.[6]

- En la XIV legislatura de España, desde enero de 2020, las compentencias sobre igualdad pasan al Ministerio homónimo al tiempo que asume las de Memoria Democrática.

- En la XV Legislatura, el Ministerio se integra con el de Justicia, pasando a denominarse Ministerio de la Presidencia, Justicia y Relaciones con las Cortes, al tiempo que pierde las competencias sobre Memoria Democrática en favor del Ministerio de Política Terriotorial.

## Lista de ministros
| Espectro político                                   |
| --------------------------------------------------- |
| Sin partido Militar Movimiento Nacional UCD PSOE PP |

| Nombre | Nombre                                | Retrato                    | Mandato                 | Mandato                 | Partido Político    | Eventos importantes | Gobierno                         | Gobierno |
| ------ | ------------------------------------- | -------------------------- | ----------------------- | ----------------------- | ------------------- | --- | -------------------------------- | -------- |
|        | Luis Carrero Blanco (1)               |                            | 19 de julio de 1951     | 11 de junio de 1973     | Movimiento Nacional | | Gobiernos de Francisco Franco    |          |
|        | José María Gamazo y Manglano (1)      |                            | 11 de junio de 1973     | 3 de enero de 1974      | Movimiento Nacional | | Luis Carrero Blanco              |          |
|        | José María Gamazo y Manglano (1)      | Torcuato Fernández-Miranda | 11 de junio de 1973     | 3 de enero de 1974      | Movimiento Nacional | |                                  |          |
|        | José María Gamazo y Manglano (1)      | Carlos Arias Navarro       | 11 de junio de 1973     | 3 de enero de 1974      | Movimiento Nacional | |                                  |          |
|        | Antonio Carro Martínez (2)            |                            | 3 de enero de 1974      | 12 de diciembre de 1975 | Movimiento Nacional | | Carlos Arias Navarro             |          |
|        | Alfonso Osorio García (2)             |                            | 12 de diciembre de 1975 | 4 de julio de 1977      | Movimiento Nacional | Se aprueba la Ley para la Reforma Política.                                                                                                   | Carlos Arias Navarro             |          |
|        | Alfonso Osorio García (2)             | Adolfo Suárez González     | 12 de diciembre de 1975 | 4 de julio de 1977      | Movimiento Nacional | Se aprueba la Ley para la Reforma Política.                                                                                                   |                                  |          |
|        | José Manuel Otero (2)                 |                            | 4 de julio de 1977      | 5 de abril de 1979      | UCD                 | Se aprueba la Constitución española |                                  |          |
|        | José Pedro Pérez-Llorca (2)           |                            | 5 de abril de 1979      | 2 de mayo de 1980       | UCD                 | |                                  |          |
|        | Rafael Arias-Salgado (2)              |                            | 2 de mayo de 1980       | 25 de febrero de 1981   | UCD                 | |                                  |          |
|        | Pío Cabanillas (2)                    |                            | 25 de febrero de 1981   | 31 de agosto de 1981    | UCD                 | | Leopoldo Calvo Sotelo            |          |
|        | Matías Rodríguez Inciarte (2)         |                            | 31 de agosto de 1981    | 2 de diciembre de 1982  | UCD                 | | Leopoldo Calvo Sotelo            |          |
|        | Javier Moscoso (2)                    |                            | 2 de diciembre de 1982  | 25 de julio de 1986     | PSOE                | Se autorizan días de permiso adicionales para los funcionarios, conocidos desde entonces como Moscosos en alusión al ministro.                | Gobiernos de Felipe González     |          |
|        | Virgilio Zapatero (3)                 |                            | 25 de julio de 1986     | 13 de julio de 1993     | PSOE                | | Gobiernos de Felipe González     |          |
|        | Alfredo Pérez Rubalcaba (2)           |                            | 13 de julio de 1993     | 5 de mayo de 1996       | PSOE                | | Gobiernos de Felipe González     |          |
|        | Francisco Álvarez-Cascos (2)          |                            | 5 de mayo de 1996       | 27 de abril de 2000     | PP                  | Se produce la denominada Guerra del fútbol | Gobiernos de José María Aznar    |          |
|        | Mariano Rajoy (2)                     |                            | 27 de abril de 2000     | 27 de febrero de 2001   | PP                  | | Gobiernos de José María Aznar    |          |
|        | Juan José Lucas (2)                   |                            | 27 de abril de 2000     | 9 de julio de 2002      | PP                  | | Gobiernos de José María Aznar    |          |
|        | Mariano Rajoy (2)                     |                            | 9 de julio de 2002      | 3 de septiembre de 2003 | PP                  | Se produce el conocido como desastre del Prestige. Estalla la Guerra de Irak                                                                  | Gobiernos de José María Aznar    |          |
|        | Javier Arenas Bocanegra (2)           |                            | 3 de septiembre de 2003 | 17 de abril de 2004     | PP                  | | Gobiernos de José María Aznar    |          |
|        | María Teresa Fernández de la Vega (2) |                            | 17 de abril de 2004     | 21 de octubre de 2010   | PSOE                | Incendio de Guadalajara de 2005 que se salda con la vida de 11 personas Comienzo de las obras de construcción del Museo de Colecciones Reales | Gobiernos de Rodríguez Zapatero  |          |
|        | Ramón Jáuregui (2)                    |                            | 21 de octubre de 2010   | 21 de diciembre de 2011 | PSOE                | | Gobiernos de Rodríguez Zapatero  |          |
|        | Soraya Sáenz de Santamaría (2, 4)     |                            | 21 de diciembre de 2011 | 7 de junio de 2018      | PP                  | Aplicación del artículo 155 de la Constitución española de 1978 en Cataluña                                                                   | Gobierno de Mariano Rajoy        |          |
|        | Carmen Calvo (5, 6)                   |                            | 7 de junio de 2018      | 12 de julio de 2021     | PSOE                | Exhumación de Francisco Franco | Primer gobierno de Pedro Sánchez |          |
|        | Félix Bolaños (6) (7)                 |                            | 12 de julio de 2021     |                         | PSOE                | | Primer gobierno de Pedro Sánchez |          |

(1)	Subsecretario de la Presidencia
(2)    Ministerio de la Presidencia
(3)	Ministerio de Relaciones con las Cortes y de la Secretaría del Gobierno
(4) Ministerio de la Presidencia y para las Administraciones Territoriales
(5) Ministerio de la Presidencia, Relaciones con las Cortes e Igualdad
(6) Ministerio de la Presidencia, Relaciones con las Cortes y Memoria Democrática
(7) Ministerio de la Presidencia, Justicia y Relaciones con las Cortes

## Lista de secretarios de Estado

### Lista de secretarios de Estado de Relaciones con las Cortes
- Gabriel Cisneros Laborda (1980-1982) (Como Secretario de Estado para las Relaciones con las Cortes)
- Virgilio Zapatero (1982-1986) (Como Secretario de Estado para las Relaciones con las Cortes y la Coordinación Legislativa)
- Enrique Guerrero Salom (1993-1996) (Como Secretario General de Relaciones con las Cortes)
- José María Michavila Núñez (1996-2000)
- Jorge Fernández Díaz (2000-2004)
- Francisco Caamaño Domínguez (2004-2009)
- José Luis de Francisco Herrero (2009-2011) (Como Secretario de Estado de Asuntos Constitucionales y Parlamentarios).
- José Luis Ayllón Manso (2011-2018)
- Rubén Moreno Palanques (2018)
- José Antonio Montilla Martos (2018-2021) (Como Secretario de Estado de Relaciones con las Cortes y Asuntos Constitucionales).
- Rafael Simancas Simancas (2021- ) (Como Secretario de Estado de Relaciones con las Cortes y Asuntos Constitucionales).

### Lista de secretarios de Estado para el Desarrollo Constitucional
- Juan Antonio Ortega y Díaz-Ambrona (1979-1980).

### Lista de secretarios de Estado de Memoria Democrática
- Fernando Martínez López (2020- )

### Lista de secretarios de Estado de Información
- Manuel Ortiz Sánchez (1978-1979)
- Josep Meliá Pericás (1979-1980)
- Rosa Posada Chapado (1980-1981)
- Ignacio Aguirre Borrell (1981-1982)

### Lista de secretarios de Estado de Comunicación
- Miguel Ángel Rodríguez Bajón (1996-1998)
- Pedro Antonio Martín Marín (1998-2000)
- Pio Cabanillas Alonso (2000-2002) (*)
- Alfredo Timermans (2002-2004)
- Miguel Barroso (2004-2005)
- Fernando Moraleda (2005-2008)
- Nieves Goicoechea (2008-2010)
- Félix Monteira (2010-2011)
- Carmen Martínez Castro (2011-2018) (**)
- Miguel Ángel Oliver Fernández (2018-2021) (**)
- Francesc Vallès Vives (2021-2024) (**)
- Lydia del Canto Soriano (2024-¿?)

(*)  Ministro portavoz del Gobierno 
(**)  En Presidencia del Gobierno

## Lista de subsecretarios
| Nombre                        | Cuerpo de funcionarios                                      | Año de nacimiento | Fecha de nombramiento   |
| ----------------------------- | ----------------------------------------------------------- | ----------------- | ----------------------- |
| José Luis Graullera Micó      | Cuerpo Superior de Interventores y Auditores del Estado     | 1939              | 23 de julio de 1976     |
| Eduardo Gorrochategui Alonso  | Cuerpo Superior de Administradores Civiles del Estado       | 1932              | 20 de junio de 1980     |
| José María Rodríguez Oliver   | Letrado del Consejo de Estado                               | 1947              | 7 de diciembre de 1982  |
| Francisco Javier Die Lamana   | Registrador de la propiedad                                 | 1935              | 3 de octubre de 1984    |
| Vicente Antonio Sotillo Martí | Profesor Universitario                                      | 1949              | 5 de septiembre de 1986 |
| Fernando Sequeira de Fuentes  | Profesor Universitario                                      | 1950              | 9 de abril de 1988      |
| Juan Junquera González        | Cuerpo Superior de Administradores Civiles del Estado       | 1936              | 7 de mayo de 1996       |
| Ana María Pastor Julián       | Cuerpo Superior de Salud Pública y Administración Sanitaria | 1957              | 5 de mayo de 2000       |
| Dolores de la Fuente Vázquez  | Cuerpo de Inspectores de Trabajo                            | 1949              | 9 de marzo de 2001      |
| Marino Díaz Guerra            | Profesor Universitario                                      | 1937              | 5 de septiembre de 2003 |
| Luis Herrero Juan             | Cuerpo Superior de Administradores Civiles del Estado       | 1945              | 19 de abril de 2004     |
| Juan José Puerta Pascual      | Cuerpo Superior de Interventores y Auditores del Estado     | 1949              | 19 de junio de 2009     |
| Soledad López Fernández       | Cuerpo de Inspectores de Trabajo                            | 1959              | 29 de octubre de 2010   |
| Jaime Pérez Renovales         | Cuerpo de Abogados del Estado                               | 1969              | 30 de diciembre de 2011 |
| Federico Ramos de Armas       | Cuerpo de Abogados del Estado                               | 1973              | 19 de junio de 2015     |
| José María Jover Gómez-Ferrer | Cuerpo de Letrados del Consejo de Estado                    | 1966              | 11 de noviembre de 2016 |
| Antonio Hidalgo López         | Cuerpo Superior de Administradores de la Junta de Andalucía | 1959              | 8 de junio de 2018      |
| Alberto Herrera Rodríguez     | Cuerpo Superior de Administradores Civiles del Estado       | 1983              | 27 de julio de 2021     |

## Lista de directores generales
- Director de Gabinete del Ministro
  - Mª Eugenia de la Cera Guerrero (2023- )
  - Rafael Oñate Molina (2021-2023)
  - María Isabel Valldecabres Ortiz (2018-2021)
  - María González Pico (2011-2018)
  - César Alejandro Mogo Zaro (2010-2011)
  - Sergio Moreno Monrové (2010)
  - Fernando Escribano Mora (2005-2010)
  - Ignacio Sánchez Yllera (2004-2005)
  - Pedro Gómez de la Serna Villacieros (2003-2004)
  - Francisco Villar García-Moreno (2002-2003)
  - Agustín Latorre Millán (2001-2002)
  - Francisco Villar García-Moreno (2000-2001)
  - Juan Andrés Naranjo Escobar (1996-2000)
  - Francisco Javier Fernández Vallina (1993-1996)
  - Teresa Cunillera i Mestres (1988-1993)
  - Luis Calvo Merino (1987-1988)
  - Enrique del Moral Sandoval  (1986-1987)
  - Rafael García-Ormaechea y Romeo (1986)
  - Pilar de la Torre Campo (1982-1985)
  - Miguel Herrero Lera (1985)
- Dirección General de Relaciones con las Cortes
  - Luis Guillermo Tapia Martínez (2023- )
  - Mercedes Cabrera Orejas (2018-2023)
  - Ignacio Carbajal Iranzo (2012-2018)
  - Elena García Guitián (2009-2012)
  - José Luis de Francisco Herrero (2004-2009)
  - María Luisa Cano de Santayana Ortega (2001-2004)
  - Francisco Marhuenda García (2000-2001)
  - María Esther García Romero-Nieva (1999-2000)
  - Francesc Vendrell Bayona (1996-1999)
  - Jesús Rubí Navarrete (1988-1993)
  - María Soledad Mestre García (1986-1988)
- Dirección General de Seguimiento de Iniciativas Parlamentarias
  - Juana Bengoa Beriáin (1986-1992)
  - Enriqueta Chicano Jávega (1992-1993)
- Dirección General de Relaciones con el Congreso de los Diputados
  - José Luis Pérez Iriarte (1994-1996)
  - Jesús Rubí Navarrete (1993-1994)
  - Jaime Santafé García (1985-1986)
- Dirección General de Relaciones con el Senado
  - Enriqueta Chicano Jávega (1993-1996)
  - María Soledad Mestre García (1985-1988)
- Dirección General de Asuntos Constitucionales y Coordinación Jurídica.
  - María del Camino Vidal Fueyo (2022- )
  - Laura Díez Bueso (2020-2022)
- Dirección General de Coordinación Jurídica
  - María Ángeles Ahumada Ruiz (2009-2011)
  - José Luis Rodríguez Álvarez (2008-2009)
- Dirección General del Secretariado del Gobierno
  - Isabel Goicoechea Aranguren (2004-2010)
  - Manuel Tuero Secades (2001-2004)
  - Eugenio López Álvarez (2000-2001)
  - José María Jiménez Cruz (1996-1999)
  - Beatriz Marta Morán Márquez (1995-1996)
  - Juana Bengoa Beriáin (1992-1995)
  - Emilio Jiménez Aparicio (1991-1992)
  - Luis Calvo Merino (1988-1991)
  - Rafael García-Ormaechea (1986-1988)
- Dirección General de Memoria Democrática
  - Diego Blázquez Martín (2020- )
- Dirección General de Relación con las Delegaciones del Gobierno en las Comunidades Autónomas
  - Marta Crespo Calzada (2012-2016)
- Dirección General de Recursos Humanos, Servicios e Infraestructura
  - Manuela Herminia Salmerón Salto (2009-2011)
  - Sofía Perea Muñoz (2005-2009)
  - Juan Antonio Richart Chacón (2000-2004)
- Dirección General de Servicios
  - Mª Rosario Gálvez Vicente (2022- )
  - Cristina Pabón Torres (1993-1996)
  - Enrique Moral Sandoval (1987-1992)
  - Angel Jorge Souto Alonso (1984-1987)
  - José Antonio Abad Candela (1982-1986)
- Dirección General de Inspección y Servicios
  - Agustín Utrilla Sesmero (1981-1982)
- Director de Tecnologías de la Información y de las Comunicaciones de la AGE
  - Domingo Molina Mosoco (2013-2016)
- Dirección General de Comunicación
  - Susana Reverter Vázquez (2018-2020) (*)
  - Begoña Fuentes Conles (2017-2018)
  - Consuelo Sánchez Vicente (2012-2017)
- Dirección General de Logística Informativa
- Consuelo Sánchez Vicente (2017-2018)
- Dirección General de Coordinación Informativa
  - Laura Caldito Pérez (2022- )
  - Ión Fernando Antolín Llorente (2022)
  - Iolanda Mármol Lorenzo (2022)
  - Angélica Rubio Cerezales (2004-2011)
- Dirección General de Información Nacional
  - Miguel Ángel Marfull Robledo (2020- ) (*)
  - Alberto Pozas Fernández (2018-2020)
  - Julián Lacalle López (2004-2011)
- Dirección General de Comunicación del Área Nacional
  - Alfonso Nasarre de Goicoechea (2002-2004)
- Dirección General de Información Internacional
  - Carmen Pérez Pérez (2018- ) (*)
  - Juan Cierco Jiménez de Parga (2008-2011)
  - Marina Gabriela Cañas Pita de la Vega (2006-2008)
  - Javier Valenzuela Gimeno (2004-2006)
- Dirección General de Comunicación del Área Internacional
  - Jesús Andreu Ardura (2002-2004)
- Dirección General de Información Autonómica
  - Alfredo Rodríguez Flores (2021- ) (*)
  - Raquel González Redondo (2021) (*)
  - Jesús Javier Perea Cortijo (2020-2021) (*)
- Dirección General de Información Económica
  - Daniel Fuentes Castro (2020-2021) (*)
- Departamento de Comunicación Institucional
  - José Manuel Nevado Martínez (2024- ) (*)
- Dirección General de Relaciones Informativas
  - Ramón María Iribarren Udobro (1990-1993)
  - José Nevado Infante (1989-1990)
  - Aurelio Sahagún Poll (1985-1989)
  - Miguel Ángel Molinero Martínez (1982-1985)
  - Carlos Abella Martín (1981-1982)
  - José Julián Barriga Bravo (1981)
  - Jesús Picatoste Baeza (1979-1981)
- Dirección General de Cooperación Informativa
  - Ángeles Gutiérrez Fraile (1993-1996)
  - Mercedes Alcover Ibáñez (1989-1993)
  - Julián Castedo Moya  (1985-1989)
  - Fernando Puig de la Bellacasa y Aguirre (1982-1985)
- Dirección General de Medios de Comunicación Social
  - Francisco Vírseda Barca (1983-1991)
- Secretraría General Técnica
  - Alberto García González (2021- )
  - Ernesto Abati García-Manso (2020-2021)
  - Clara Mapelli Marchena (2018-2020)
  - David Villaverde Page (2013-2018)
  - Tomás Suárez-Inclán González (2010-2013)
  - Fernando Flores Giménez (2009-2010)
  - Diego Chacón Ortiz (2004-2009)
  - Roberto Gámir Meade (2003-2004)
  - Eugenio López Álvarez (2002-2003)
  - Roberto Gámir Meade (2001-2002)
  - Tomás González Cueto (2000-2001)
  - Miguel Marañón Barrio (1996-2000)
  - Javier García Fernández (1988-1996)
  - Jesús Rubí Navarrete (1987-1988)
  - José Antonio Escalante Sánchez (1984-1987)
  - Eduardo Gorrochategui Alonso (1982-1984)
  - Rafael González-Gallarza Morales (1982)
  - Miguel Beltrán Villalva (1981-1982)
  - Mariano Baena del Alcázar (1980-1981)
  - Eduardo Gorrochategui Alonso (1979-1980)
  - Serafín Ríos Mingarro (1978-1979)
  - Manuel María Uriarte y Zulueta (1977-1978)

(*) En Presidencia del Gobierno